# 杭州战役 (太平天国)
太平天国进攻杭州的战役，即庚辛之役，前后共计两次。第一次发生在咸丰十年（1860）春，第二次则在咸丰十一年（1861）秋、冬季。两次战役给杭州城及周边州县造成了极大的伤亡。杭州绝大部分人口死于战争带来的饥荒或屠杀。战前杭州人口约六十万，战后仅存7万余人。杭州驻防八旗大多阵亡，仅剩300余名。杭州府（包括下辖州县）在嘉庆二十五年（1820）有人口319.7万，经过此次战役，杭州府于同治四年（1865）仅存人口72万。

## 战役经纬
咸丰十年二月初三，太平军攻破安徽广德州。二月初八日午刻，太平军攻陷与广德接壤的安吉，旋即进攻长兴。提督李定泰引军自吴兴拒战，失利。退保湖州城内。此后太平军进攻湖州受挫，遂绕道直接进至德清、武康二县。二月二十二日，太平军到达德清县荷叶浦，距离杭州仅三十里。太平军能够如此快速突破湖州的原因是清军当时将全部兵力部署在湖州本城，而对其以南的地区疏于防范。太平军的先锋已于二月十八日突入杭州，在城内纵火后逃往塘栖镇方向。突如其来的战事引发了杭州城内的恐慌，大量民众聚集在城门各处试图逃出，继而发生了踩踏事件。十九日黎明，太平军伪装成清军，试图进入杭州城北门，但遭湘军宝胜营陈炳元识破，关闭了城门。太平军遂在城外扎营并进行了持续数日的劫掠。
二十一日，按察使段光清带领四百兵员从独松关赶来支援。宁绍台道仲孙懋带领两百兵员辅助段部。二十二日，太平军试图登上玉皇山，被缪梓击退。二月二十五日左右，太平军先锋攻破富阳县。段光清率军攻击太平军在西湖的营地，但遭太平军击败。
二月二十七日，太平军用地雷炸开清波门，而城中有四百招募来的潮州兵勇为太平军内应。太平军遂入城。然而，杭州将军瑞昌率驻防八旗仍据守满城与太平军鏖战，另有平民在雄镇楼据守。清军江南大营的援军水师曾秉忠、曾秉高驻扎在武林门外，不敢上岸。大部分居住在武林门外的居民罹难，“人油浮水面如画”。浙江巡抚罗遵殿自尽，署布政使粮道王友端、盐运使缪梓、杭嘉湖道叶堃、宁绍台道仲孙懋、杭州知府马昂霄、仁和知县李福谦、副将魁麟、候选道陈炳元和程葆安及许恨、在籍兵部右侍郎戴熙等皆自尽或殉难。
不久，援军总兵张玉良自湖州赶来，进攻艮山门。太平军见清军来援，认为已经达到了分散金陵大营兵力的目的，遂退至瓶窑。三月初三日，清军一度收复杭州。此后，退走的太平军取道临安、孝丰返回广德，在建平县进行了屠杀。旋即攻陷溧阳、溧水。两江总督何桂清进退失据，惶恐无措。闰三月初三日，太平军攻破句容。十五日，江南大营陷落。是为太平军二破江南大营。
咸丰十年四月二十六日，太平军自南水门攻入嘉兴，知府张玉照遁走。浙江巡抚王有龄命令张玉良率军一万两千人收复嘉兴。六月，张玉良进军三塔湾攻城。七月十七日，张玉良部轰破嘉兴南门，但因被河水阻挡无法入城。张部军中潮州人再次与太平军合谋，造成混乱。张玉良遂退至石门。石门知县李宗谟要求张玉良驻守，但张却自己遁走，导致石门陷落，宗谟殉难。七月末，桐乡陷落，知县方铨遁走。八月初，太平军入海宁境，烧杀焚略。海宁州生员管庭芬记录目击者说，太平军将劫掠赀财称为“打先锋”，将淫略妇女称为“打水炮”，将焚毁屋宇称为“挂红”等等，视嬉笑杀人为儿戏。
咸丰十年九月初六，太平军攻陷淳安。初七，严州陷落。十月，太平军攻陷富阳、临安、余杭，直扑杭州，遭杰纯率驻防军击退。十月十五日，清军一度收复余杭。张玉良先前自嘉兴溃败，至此来援，向严州方向发动进攻，于十一月初八日成功收复严州。金华知府程兆纶收复寿昌。腊月间，富阳收复。李定泰则率部驻守衢州，清军稍得喘息。
咸丰十一年辛酉三月，太平军侍王李世贤攻陷常山，旋包围衢州。因未能攻克衢州，李世贤转而经由龙游、汤溪攻入金华、淳安、寿昌。五月十九日，金华城陷。张玉良部此时驻扎在兰溪，因士兵与乡民争斗导致两千人伤亡。张玉良遁走，兰溪陷落。七月初四，太平军攻入浦江境。巡抚王有龄命饶廷选率领兰溪残部援助浦江。七月十四，饶廷选部在郑义门遭太平军击溃，盐运使庄文焕、从福建赶来的道员张启煊及所部一千人与饶部合流再战于郑义门，再次溃败。
金华陷落后，浙江布政使林福祥自弋阳募兵入浙，林部直取金华，与太平军相持月余不克。八月十七日，遭到李世贤包围的严州守将罗大春遁走，严州再次陷落。林福祥移守诸暨。此时，之前在金华溃败的饶廷选、庄文焕也退回了诸暨。诸将本想在诸暨设防。然而，太平军由浦江走山路至富阳，渡过钱塘江，于八月二十四日突然攻陷萧山。林福祥、饶廷选、庄文焕等人紧急回防杭州，二十六日，诸暨陷落。不久，上虞亦旋即陷落。绍兴团练王履谦与与知府廖宗元有矛盾，导致绍兴府几乎没有抵抗太平军。
咸丰十一年十月初二，太平军自余杭进军至杭州庆春门、清泰门下。回援杭州的将领杨金榜率部自馒头山攻击西湖的太平军，失败战死。张玉良率部从富阳赶回杭州，入城。太平军在凤凰山与清波门构筑阵地炮击杭州城内并合围了各个城门。十月十九日，张玉良遭流弹击中身亡。太平军对杭州的围城持续至十一月，城内粮草消耗见底。城中遂打开义仓，杀死马匹以饷军士。十一月初九日，太平军假装在望江门外投降，诱使林福祥出门并将其击败。武林、钱塘、清波门外守军向太平军投降。十一月二十八日，杭州城内粮草消耗殆尽，守军溃败。当日巳刻，太平军自各门登城。浙江巡抚王有龄自尽。浙江学政张锡庚、将领饶廷选等人遇难。李秀成将王有龄等人尸体收殓，将他们送至上海。十二月初一，杭州将军瑞昌自焚，都统杰纯并满城居民大多自尽。十二月初三日，海宁陷落。至此，浙江仅有衢州、温州本城及定海县城仍未被太平军攻破。
同治元年（1862）正月，太常卿、督办浙江军务左宗棠奉命率军自江西入浙，授浙江巡抚。左部兵力约九千人不到。为了站稳阵脚，左宗棠决定无视清廷急进的命令，先扫除徽州、衢州一带的太平军。正月十五日，左部击败杨辅清，肃清了徽州的太平军。左宗棠同时命令刘典率军五个营自江湾进军何村，王开来率七个营由白沙关进军篁岸，自己则率七个营翻过大绣岭进军樟村，进攻开化。正月三十日，左部肃清了开化县境内的太平军。二月初九，左部攻克遂安县城，命道员王文瑞率两千五百人守城。二月二十日，太平军自淳安前来阻击左部。于遂安城东梓桐源、城北之墩头与左部连日激战。二十七日，太平军五六万人在遂安城东修筑堡垒。遂安守军趁其懈怠，突袭太平军，太平军大败。在此之前，左宗棠自己已率部于十八日进军常山。二月十九日，攻克招贤，打通了衢州至江山的道路。当时李秀成正率大军进攻衢州，衢州总兵李定泰、金衢严道江允康、衢州知府吴艾生守城。随后李世贤进军江山，布政使李元度奉命抵御。左宗棠命刘典前往援助李元度。三月初八，刘典进攻李世贤营地，世贤遁走。十五日，左宗棠进驻江山石笏。十八日于花园港攻破太平军营地。二十五日，太平军自江山遁走，回到龙游。杨辅清趁机进军遂安，左宗堂自常山移驻开化。五月四日，左部抵达衢州府城。五月十二日，左部九路军并进至云溪。十五日，分三路进攻太平军营地，攻拔数营，击溃其中路、左路，李世贤遁走。六月初七，刘典大破太平军于裏黄、外黄，彻底扫清了北路。初九日，李定泰等人出击南路，太平军弃营奔走，衢州解围。七月十六日，左宗堂进军龙游，与太平军相持久之，未能很快攻下。八月三十日，李世贤率永昌、寿昌两处太平军进攻遂安方向的上方岭。九月初六，左宗棠命高陞率三千人攻寿昌，随即收复。十月十三日，左部魏喻义攻克严州府城。
同治二年（1863）正月十一，蒋益澧收复汤溪。翌日，龙游太平守军出城向汤溪奔走，但不知汤溪已被攻克。金华、兰溪太平军旋即遁走。正月十八日，刘璈收复浦江。二十二日，黄少春收复诸暨。二十九日魏喻义收复桐庐。刘典乘胜进军富阳，距杭州仅八里。蒋益澧部由临浦、义桥进至萧山一带，距杭州数十里。太平军谭星引军流窜至皖南。由于担心太平军自皖南来攻，左宗棠仍命刘典回撤至严州，自己亦进驻严州。二月六日，左宗棠命杨健谟率水师自桐庐溯钱塘江攻富阳。二十四日，蒋益澧移驻富阳城外新桥。李秀成见富阳危机，紧急抽调苏、常、杭、嘉各处太平军数万人自余杭进军临安，包围富阳新城之清军。四月初三，蒋益澧、杨昌濬来援新城，太平军向临安回撤。四月初七，陈炳文在洪庄、泗州一带扎营，意图与清军死战，但遭高连陞击败。时左宗棠兵力不足，刘典又前往江西助战，遂不能很快克服富阳。七月初，左宗棠授闽浙总督。请康国器率领的广东兵勇以及法国人总兵德克碑率领的水师来援。八月初六，徐文秀奉命渡过钱塘江攻击富阳城北太平军鸡笼营地，德克碑自宝塔岭登岸攻击富阳城下营地，刘亮负责牵制，蒋益澧督战。初八日，富阳收复。左宗棠立即命蒋益澧率大军进至杭州城外十五里。这时，太平军自清溪、歙县翻过山岭试图援助浙江，左宗棠本欲前往杭州，遂留驻严州，将攻杭事宜委任蒋益澧，又派遣康国器、魏喻义攻余杭。
蔣益澧進駐留下，隨即命位於西興、聞家堰的兵勇渡過錢塘江進逼清波門、鳳山門。太平軍陳炳文見勢下令在城外築柵，並令餘杭的太平軍死守。自倉前至西溪、觀音橋、三墩直至北新關，太平守軍連營四十餘里。八月二十五日，高連陞、德克碑攻拔太平軍營壘，進軍至六和塔、萬松嶺等處。九月初六，杭州城内的太平军试图发起反攻，自雷峰塔、馒头山、九曜山、凤凰山四路进击，遭官军水陆夹攻，大败而归。然而余杭一路，虽然康国器、刘清亮于八月二十八日攻克了余杭县城东南的宝山塔、文昌阁阵地，太平军援军由汪海洋率领自杭州赶来，清军苦战。左宗棠在严州仅有数千人，无法调拨更多的兵员，因此陷入困境。左部将领邓受福在防守营垒时战死。十月十八日，太平军数万人自嘉兴抵达杭州，出万松岭攻击清军，大败。十一月，左宗棠进驻富阳。十一月十一日，左宗棠抵达余杭督战，将富阳的朱明亮，分水的张声恒调至余杭以包围敌军。太平军见余杭势急，不断经由瓶窑援助余杭守军。左宗棠于是进驻瓶窑与余杭之间的横溪，试图截断其粮道。十二月初一，蒋益澧见杭州守军出援余杭，命高连陞、德克碑水陆进攻凤山门。步兵、骑兵被布置在钱塘门外、秦亭山、栖霞岭一带拦截城内援军前往凤山门。杨昌濬同时猛攻余杭太平军汪梅洋部。康国器攻取余杭至杭州之间的营垒多处。十二月二十三日，余杭清军攻击汪海洋大营，败北。

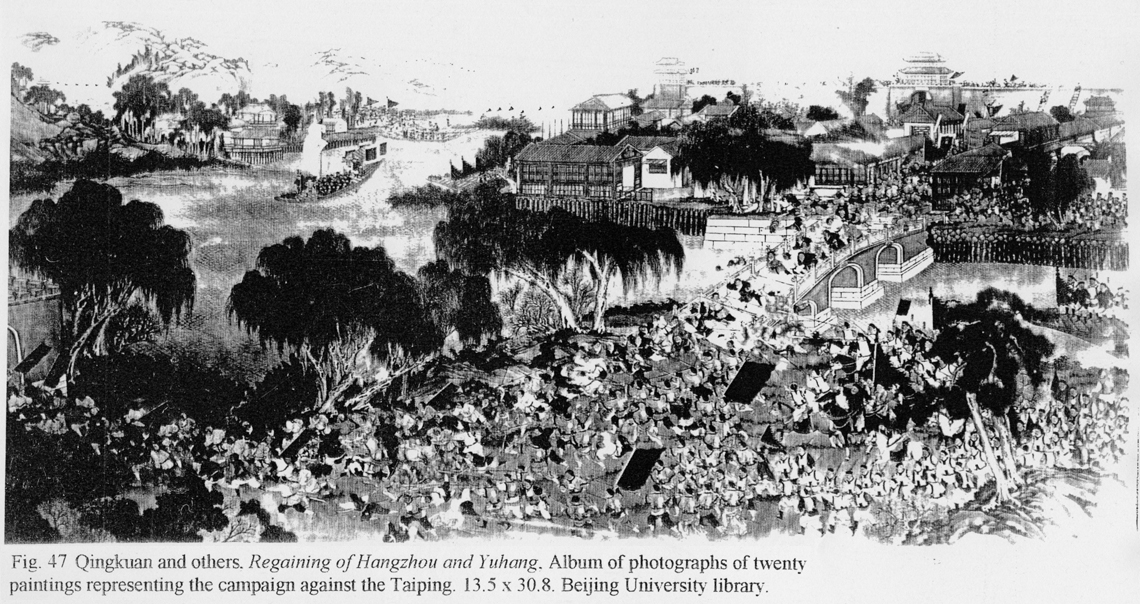
湘军攻克余杭和杭州

同治三年（1864）正月二十五日，杭州太平守军出援嘉兴，高连陞、德克碑再次攻城，攻克望江门外三个营垒。左宗棠亦于二十日围攻余杭，太平军逐渐不支。此时，海宁、桐乡的太平军已经投降，太平军失去了杭州以东的道路。二月二十一日，德克碑轰倒凤山门，连带伤及了官军百余人。二十三日，蒋益澧亲率各部攻城，自赴武林门督战。当夜四更，太平军守将陈炳文暗中开启武林门遁走。清军从杭城所有城门涌入，杀声振闻数里。二十四日卯刻，蒋益澧进驻杭州府城。同日，余杭守将汪海洋自余杭东门经瓶窑遁走。左宗棠各部继续追剿逃亡的太平军。

## 纪念
咸丰十年杭州第一次城陷后旋即收复，当地人修建了浙江全省昭忠祠，即崇义祠，在清泰门内金衙庄。同治五年（1866）四月十六日，马新贻奏请为杭州崇义祠建牌坊，清廷赐匾额一块，上书“湖山正气”四字。同治十一年两浙昭忠祠落成。清廷对杭州死难者的旌恤一直持续到光绪二十一年，前后五十八次，人数达二十余万。祠內牌位分為六類，是為：官、紳、民、官眷、紳眷、民婦。官類牌位分文物官，紳民牌位按州縣分。按王鼎祺《昭忠祠重整祀位記》，官員饗堂有十五龕，駐防官員兵丁暨各營將弁兵勇、流寓紳民饗堂有十六龕。各屬紳士（各州縣）饗堂有二十九龕，各屬例恤紳士饗堂十二龕。各屬民人饗堂四十九龕，駐防文武官員兵丁眷屬饗堂有六龕。各屬紳婦饗堂二十四龕，各屬民婦饗堂三十三龕。流寓紳婦民婦饗堂有兩龕。
| 旌恤回次   | 旌恤人数         | 旌恤时间                 | 奏请旌恤者 | 補註 |
| ---------- | ---------------- | ------------------------ | ---------- | --- |
| 首次       | 吴藎臣等100人    | 同治二年四月初六         | 左宗棠     | |
| 第一次     | 邢吉甫等4876人   | 同治三年十一月十四日     | 蔣益澧     | |
| 第二次     | 馬桂林等15411人  | 同治三年十一月二十九日   | 蔣益澧     | |
| 第三次     | 陶定求等9941人   | 同治四年二月十四日       | 馬新贻     | |
| 第四次     | 余寶棻等3163人   | 同治四年五月二十四日     | 馬新贻     | |
| 第五次     | 豫立等5066人     | 同治四年閏五月二十日     | 馬新贻     | |
| 第六次     | 畢長齡等3862人   | 同治四年八月二十五日     | 馬新贻     | |
| 第七次     | 吳瑞龍等2154人   | 同治四年十一月十四日     | 馬新貽     | |
| 第八次     | 王秉森等10197人  | 同治五年正月二十四日     | 馬新貽     | |
| 第九次     | 宋阶明等5669人   | 同治五年二月二十七日     | 馬新貽     | |
| 第十次     | 彭斯舉等6528人   | 同治五年四月二十二日     | 馬新貽     | |
| 第十一次   | 楊湘等7351人     | 同治五年六月十六日       | 馬新貽     | |
| 第十二次   | 阎朝貴等8615人   | 同治五年八月二十九日     | 馬新貽     | |
| 第十三次   | 唐銑等4346人     | 同治五年十一月十一日     | 馬新貽     | |
| 第十四次   | 陳骥等1489人     | 同治六年正月二十七日     | 馬新貽     | |
| 第十五次   | 曹钺等2276人     | 同治六年六月二十六日     | 馬新貽     | |
| 第十六次   | 陳韜等1973人     | 同治七年正月十五日       | 馬新貽     | |
| 第十七次   | 牛森等4784人     | 同治七年閏四月二十四日   | 李瀚章     | |
| 第十八次   | 陳鴻棅等2950人   | 同治七年九月二十六日     | 李瀚章     | |
| 第十九次   | 邵慶增等2385人   | 同治八年二月初九日       | 李瀚章     | |
| 第二十次   | 莊鳳翰等3169人   | 同治八年六月二十八日     | 李瀚章     | |
| 第二十一次 | 陸祖同等1726人   | 同治八年八月二十六日     | 李瀚章     | |
| 第二十二次 | 施文恩等1854人   | 同治九年二月初四日       | 楊昌濬     | |
| 第二十三次 | 江枬等2014人     | 同治九年四月初十日       | 楊昌濬     | |
| 第二十四次 | 盛鍾琯等1560人   | 同治九年六月二十八日     | 楊昌濬     | |
| 第二十五次 | 培善等1308人     | 同治九年九月二十八日     | 楊昌濬     | |
| 第二十六次 | 曹祖九的2200人   | 同治十年二月十二日       | 楊昌濬     | |
| 第二十七次 | 定裕等1329人     | 同治十年十月十八日       | 楊昌濬     | |
| 第二十八次 | 黃世幹1653人     | 同治十年七月二十九日     | 楊昌濬     | |
| 第二十九次 | 馮懋志等1722人   | 同治十年十一月十六日     | 楊昌濬     | |
| 第三十次   | 吳寶仁等4186人   | 同治十一年四月十二日     | 楊昌濬     | |
| 第三十一次 | 楊尚瑛等2274人   | 同治十一年九月初二日     | 楊昌濬     | |
| 第三十二次 | 吳敬榮等2020人   | 同治十二年三月二十二日   | 楊昌濬     | |
| 第三十三次 | 吳瀛绶等932人    | 同治十二年閏六月二十八日 | 楊昌濬     | |
| 第三十四次 | 訥爾機泰等1372人 | 同治十二年九月二十五日   | 楊昌濬     | |
| 第三十五次 | 孫紹德等3382人   | 同治十三年三月初十日     | 楊昌濬     | |
| 第三十六次 | 劉玉衡等2800人   | 同治十三年十月十六日     | 楊昌濬     | |
| 第三十七次 | 巴達㘓咘等2765人 | 光緒元年二月十五日       | 楊昌濬     | |
| 第三十八次 | 沈光復等1032人   | 光緒元年五月二十六日     | 楊昌濬     | |
| 第三十九次 | 劉元良等5499人   | 光緒二年四月十五日       | 楊昌濬     | |
| 第四十次   | 吳中和等468人    | 光緒三年二月二十八日     | 楊昌濬     | |
| 第四十一次 | 長庚等569人      | 光緒四年二月二十一日     | 梅啟照     | |
| 第四十二次 | 恒详等629人      | 光绪五年闰三月十四日     | 梅啟照     | |
| 第四十三次 | 志尚等525人      | 光緒六年二月初六日       | 譚鍾麟     | |
| 第四十四次 | 清海等569人      | 光緒七年二月十七日       | 譚鍾麟     | |
| 第四十五次 | 彭昌熾等688人    | 光緒八年二月二十一日     | 陳士杰     | |
| 第四十六次 | 露麟等1100人     | 光緒九年三月二十日       | 劉秉璋     | |
| 第四十七次 | 鍾裕春等893人    | 光緒十年四月二十七日     | 劉秉璋     | |
| 第四十八次 | 莊溶等824人      | 光緒十一年三月十九日     | 劉秉璋     | |
| 第四十九次 | 王瑞有等892人    | 光緒十二年三月十四日     | 劉秉璋     | |
| 第五十次   | 張鑑南等717人    | 光緒十三年閏四月二十二日 | 衛榮光     | |
| 第五十一次 | 陶同福等332人    | 光緒十三年十二月十九日   | 衛榮光     | |
| 第五十二次 | 鄧驍等447人      | 光緒十四年十二月十九日   | 衛榮光     | |
| 第五十三次 | 尹長清等581人    | 光緒十六年閏二月十三日   | 崧駿       | |
| 第五十四次 | 陳雲龍等277人    | 光緒十六年十二月初八日   | 崧駿       | |
| 第五十五次 | 秦光翰等699人    | 光緒十九年二月初六日     | 崧駿       | |
| 第五十六次 | 余鎮等663人      | 光緒十九年八月初五日     | 崧駿       | |
| 第五十七次 | 阮雯等271人      | 光緒二十年八月十二日     | 廖壽豐     | |
| 第五十八次 | 盧錦等460人      | 光緒二十一年八月初二日   | 廖壽豐     | 光緒二十一年八月二十八日， 范承堃、丁立中、高棻、陸家骧、 高全棟、宋賢鋆、許金樞整理並 核對了前後旌恤人員情況，前後旌恤 共計177035人。祠內牌位共計7773位， 龕位共計185龕。 |